# Cedar Rapids, Nebraska
Cedar Rapids är en ort i Boone County i delstaten Nebraska, USA.